# Lepidochaetus ornatus
Lepidochaetus ornatus is een buikharige uit de familie Chaetonotidae. Het dier komt uit het geslacht Lepidochaetus. Lepidochaetus ornatus werd in 1901 voor het eerst wetenschappelijk beschreven door Daday. 